# Иванов, Сергей Александрович (адмирал)
Сергей Александрович Иванов (1870—1918) — русский военно-морской деятель, контр-адмирал (1917), участник китайской кампании 1900—1901, русско-японской и первой мировой войн.

## Биография
Родился в 1870 году.
Окончил Морской корпус в 1889 году.  В годы русско-японской войны лейтенант крейсера «Россия».
С 1906 года — командир транспорта «Колыма», а с 1908 — «Шилка».
С 1909 года — начальник 2-го дивизиона бригады миноносцев Владивостокского отряда, затем командир крейсера «Жемчуг».
Капитан 1-го ранга (1911). С 1912 года — начальник 1-го дивизиона бригады миноносцев Сибирской флотилии.
С 1914 по 1917 годы — командир крейсера «Аскольд». Контр-адмирал (1917).

## Награды
- Орден Св. Георгия 4-й степени (1904);
- Георгиевское оружие (1915).